# 5401 Minamioda
5401 Minamioda è un asteroide della fascia principale. Scoperto nel 1989, presenta un'orbita caratterizzata da un semiasse maggiore pari a 2,7949287 UA e da un'eccentricità di 0,1522929, inclinata di 10,06377° rispetto all'eclittica.